# Hôtel de ville de Pointe-Noire
Cet article concerne l’hôtel de ville en Guadeloupe. Pour l’hôtel de ville en république du Congo, voir Hôtel de ville de Pointe-Noire (république du Congo).
Pour les articles homonymes, voir Hôtel de ville de Pointe-Noire (homonymie)..
L'hôtel de ville de Pointe-Noire est l'ancienne mairie de la commune de Pointe-Noire dans le département de la Guadeloupe en France. Construit en 1931 sur la place de la Liberté, il est inscrit aux monuments historiques depuis 1992.

## Historique
Une nouvelle mairie de Pointe-Noire fut édifiée en 1931 par l'architecte Ali-Georges Tur dans le cadre d'un projet global du Ministère des Colonies pour promouvoir le développement de la Guadeloupe — après les dégâts provoqués par l'ouragan Okeechobee de septembre 1928 et pour les célébrations du tricentenaire de la présence française sur l'île — qui incluait également l'hôtel de préfecture de la Guadeloupe, le palais du conseil général et le palais de justice de Basse-Terre. Cet architecte français originaire de Tunis fut durant l'entre-deux-guerres l'auteur d'un très grand nombre (près d'une centaine) de bâtiments publics en Guadeloupe (mairies, écoles, églises) tous réalisés dans un style épuré aux lignes strictes et fonctionnelles.
Le 2 avril 1992, le bâtiment (l'une des mairies les mieux conservées de l'œuvre d'Ali Tur), et ses jardins, ainsi que la colonne républicaine au buste de Marianne peint attenante datant de 1889 sont inscrits au titre des monuments historiques.

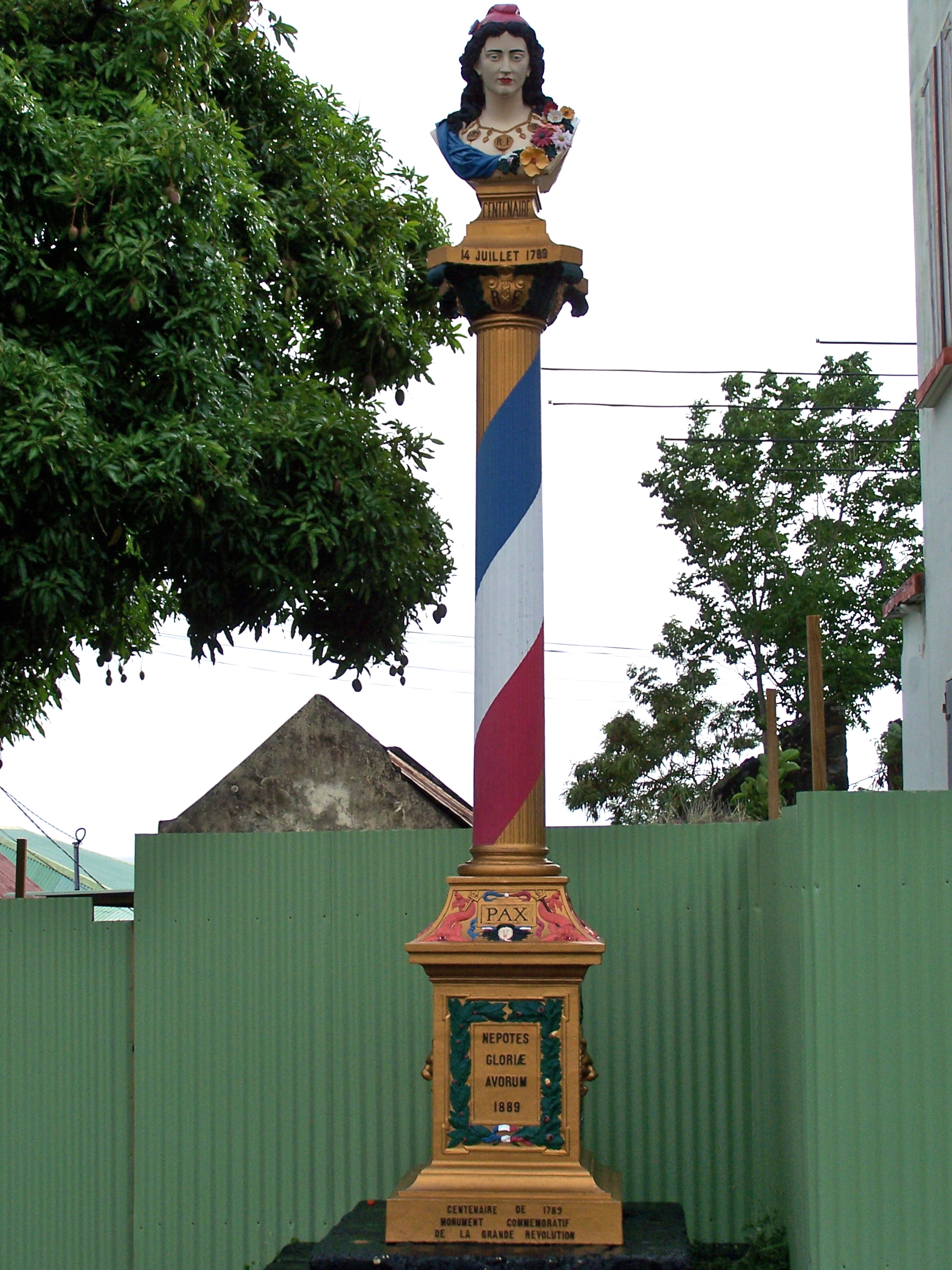
La colonne républicaine (1889) inscrite aux MH.
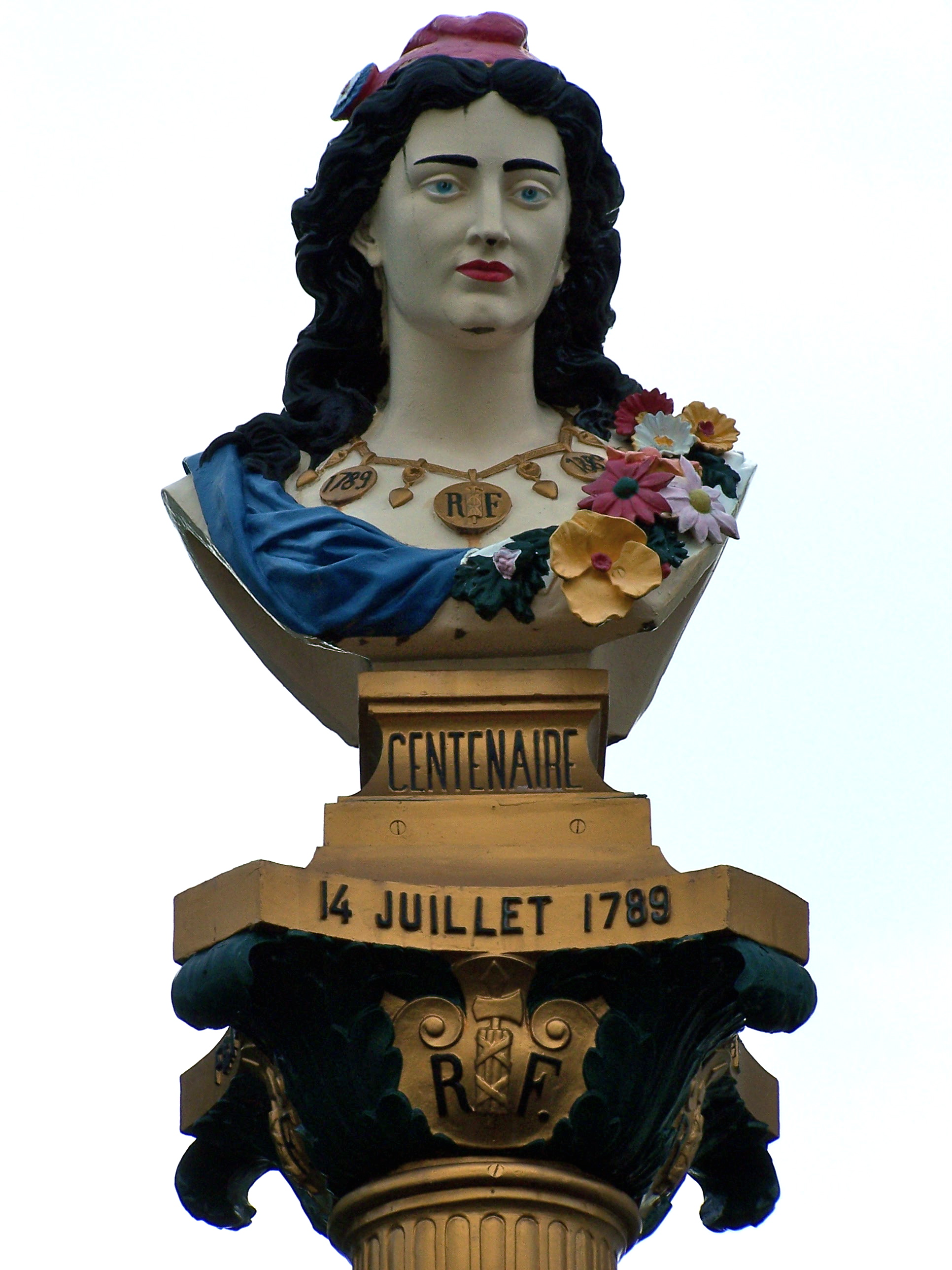
Détail du buste de Marianne

Dans les années 1960 cet édifice devenu trop petit pour son personnel administratif a perdu sa fonction initiale de mairie (remplacée par un bâtiment voisin sur la place).